# Lars Ejby Pedersen
Lars Ejby Pedersen (født 3. juni 1965) er en dansk tidligere håndbolddommer, der sammen med sin faste makker Per Olesen i slutningen af 2000'erne blev regnet blandt de bedste dommere i verden. Parret blev fx udvalgt til at dømme finalen ved herrernes VM-finale 2009. I denne finale blev Lars Ejby part i en central episode mod slutningen, hvor Kroatiens Igor Vori truede med at smide bolden i hovedet på Ejby, hvorpå denne ikke havde anden udvej end at præsentere Vori for det røde kort.
Lars Ejby var dommer i perioden 1991—2012 og stoppede sin dommerkarriere efter OL 2012, hvor han og Olesen blandt andet dømte herrernes bronzekamp.
Lars Ejby har udover sin dommerkarriere haft en længere periode som byrådsmedlem for Socialdemokraterne i Fredericia Kommune, hvor han første gang blev valgt ind i 2005 og fortsat (pr. 2019)sidder.